# SIX3
SIX3 (англ. SIX homeobox 3) – білок, який кодується однойменним геном, розташованим у людей на короткому плечі 2-ї хромосоми.  Довжина поліпептидного ланцюга білка становить 332 амінокислот, а молекулярна маса — 35 487.
| 10         |  | 20         |  | 30         |  | 40         |  | 50         |
| ---------- |  | ---------- |  | ---------- |  | ---------- |  | ---------- |
| MVFRSPLDLY |  | SSHFLLPNFA |  | DSHHRSILLA |  | SSGGGNGAGG |  | GGGAGGGSGG |
| GNGAGGGGAG |  | GAGGGGGGGS |  | RAPPEELSMF |  | QLPTLNFSPE |  | QVASVCETLE |
| ETGDIERLGR |  | FLWSLPVAPG |  | ACEAINKHES |  | ILRARAVVAF |  | HTGNFRDLYH |
| ILENHKFTKE |  | SHGKLQAMWL |  | EAHYQEAEKL |  | RGRPLGPVDK |  | YRVRKKFPLP |
| RTIWDGEQKT |  | HCFKERTRSL |  | LREWYLQDPY |  | PNPSKKRELA |  | QATGLTPTQV |
| GNWFKNRRQR |  | DRAAAAKNRL |  | QHQAIGPSGM |  | RSLAEPGCPT |  | HGSAESPSTA |
| ASPTTSVSSL |  | TERADTGTSI |  | LSVTSSDSEC |  | DV         |  |            |

A: Аланін

C: Цистеїн

D: Аспарагінова кислота

E: Глутамінова кислота

F: Фенілаланін

G: Гліцин

H: Гістидин

I: Ізолейцин

K: Лізин

L: Лейцин

M: Метіонін

N: Аспарагін

P: Пролін

Q: Глутамін

R: Аргінін

S: Серин

T: Треонін

V: Валін

W: Триптофан

Кодований геном білок за функціями належить до репресорів, білків розвитку. 
Задіяний у таких біологічних процесах як транскрипція, регуляція транскрипції. 
Білок має сайт для зв'язування з ДНК. 
Локалізований у ядрі.